# ساختمان نمایشگاه سلطنتی
ساختمان نمایشگاه سلطنتی یک ساختمان ثبت شده در میراث جهانی است که در ملبورن، استرالیا قرار دارد. این ساختمان در ۱۸۸۰ به اتمام رسیده‌است. محل آن در خیابان ۹ نیکلسون در باغ کارلتون در کنار خیابان‌های ویکتوریا، نیکلسون، کارلتون و راتدون، درضلع شمال شرقی مرکز شهر ملبورن (به انگلیسی: Melbourne City Centre) واقع شده‌است.
این ساختمان به منظور نمایشگاه بین‌المللی ملبورن در سال ۱۸۸۰ – ۱۸۸۱ ساخته شده بود که بعدها در سال ۱۹۰۱ میزبان اولین پارلمان استرالیا شد. در قرن بیستم بخش‌های کوچکی از ساختمان مورد تخریب و آتش سوزی قرار گرفت که البته قسمت اصلی ساختمان معروف به سرسرای بزگ سالم ماند. در دهه ۱۹۹۰، بازسازی شد و در سال ۲۰۰۴ به عنوان آخرین و اصلی‌ترین ساختمان نمایشگاه بازمانده از قرن ۱۹، به عنوان اولین ساختمان در استرالیا لقب میراث جهانی یونسکو را به خود اختصاص داد. این ساختمان در کنار موزه ملبورن قرار دارد و بزرگترین قطعه تاریخی در مجموعه ویکوتوریا است. امروزه، این ساختمان میزبان نمایشگاه‌ها و سایر رویدادهای مرتبط با اتفاقات موزه ملبورن است.